# Akrokomija
Akrokomija (lat. Acrocomia), rod korisnog drveća iz porodice palmovki, raširen po tropokoj Srednjoj i Južnoj Americi.

## Vrste
Postoji devet priznatih vrsta:
1. Acrocomia aculeata (Jacq.) Lodd. ex R.Keith
2. Acrocomia corumbaensi S.A.Vianna
3. Acrocomia crispa (Kunth) C.F.Baker ex Becc.
4. Acrocomia emensis (Toledo) Lorenzi
5. Acrocomia glaucescens Lorenzi
6. Acrocomia hassleri (Barb.Rodr.) W.J.Hahn
7. Acrocomia intumescens Drude
8. Acrocomia media O.F.Cook
9. Acrocomia totai Mart.